# Франсіско де Паула Магессі Таварес де Карвальйо
Франсіско де Паула Магессі Таварес де Карвальйо (порт. Francisco de Paula Magessi Tavares de Carvalho; 11 грудня 1769 — 26 червня 1847) — бразильський військовик і політик, барон Віла-Бела, губернатор провінції Сісплатина (сучасний Уругвай).

## Біографія
Народився в Португалії. Юнаком вступив до лав війська. 1805 року отримав звання підполковника, а наступного року його перевели до Бразилії, де він став командиром новоствореного 1-го кінного полку. 1817 року вже у званні маршала залишив військову службу та був призначений на посаду капітан-генерала Мату-Гроссу. 1820 року вийшов у відставку та повернувся до столиці.
1825 року його призначили губернатором і головнокомандувачем війська провінції Сісплатина. На тій посаді він замінив Карлоса Фредеріко Лекора. 1827 року де Паула Магессі Таварес де Карвальйо отримав титул барона. Після поразки у війні проти Об'єднаних провінцій Ріо-де-ла-Плати 1827 року знову повернувся до Ріо-де-Жанейро, де й помер 1847.